# Welterbe in Syrien

Zum Welterbe in Syrien gehören (Stand 2018) sechs UNESCO-Welterbestätten. Alle sechs sind Stätten des Weltkulturerbes, und alle sechs stehen auf der Roten Liste des gefährdeten Welterbes. Syrien ist der Welterbekonvention 1975 beigetreten, die erste Welterbestätte wurde 1979 in die Welterbeliste aufgenommen. Die bislang letzte Welterbestätte wurde 2011 eingetragen.

## Welterbestätten
Die folgende Tabelle listet die UNESCO-Welterbestätten in Syrien in chronologischer Reihenfolge nach dem Jahr ihrer Aufnahme in die Welterbeliste (K – Kulturerbe, N – Naturerbe, K/N – gemischt, (G) – auf der Liste des gefährdeten Welterbes).
| Bild                        | Bezeichnung                                 | Jahr | Typ   | Ref. | Beschreibung |
| --------------------------- | ------------------------------------------- | ---- | ----- | ---- | --- |
| (weitere Bilder)            | Altstadt von Damaskus (Lage)                | 1979 | K (G) | 20   | |
| (weitere Bilder)            | Ruinen von Palmyra (Lage)                   | 1980 | K (G) | 23   | |
| Altstadt von Bosra          | Altstadt von Bosra                          | 1980 | K (G) | 22   | |
| Altstadt von Aleppo         | Altstadt von Aleppo                         | 1986 | K (G) | 21   | |
| Krak des Chevaliers         | Crac des Chevaliers und Qal'at Salah El-Din | 2006 | K (G) | 1229 | umfasst die Kreuzfahrerburgen Krak des Chevaliers und Qalʿat Salah ed-Din |
| Antike Dörfer in Nordsyrien | Antike Dörfer in Nordsyrien                 | 2011 | K (G) | 1348 | umfasst etwa 40 Dörfer in 8 Schutzgebieten: Qal’atSem’an, KafrNabo, Sinkhar, Ba’uda, Rouweiha, QalbLozé, Deirouné und KafrAqareb. Enthält die ehemaligen Vorschläge: Al Refada, Bahio, Qatoura, Bamuqa, Sitt al-Rum, Tell Ade (1995), Kirche von Qalb Loze, Serjilla (1999) |

## Tentativliste
In der Tentativliste sind die Stätten eingetragen, die für eine Nominierung zur Aufnahme in die Welterbeliste vorgesehen sind.

### Aktuelle Welterbekandidaten
Mit Stand 2018 sind zwölf Stätten in der Tentativliste von Syrien eingetragen, die letzte Eintragung erfolgte 2011. Die folgende Tabelle listet die Stätten in chronologischer Reihenfolge nach dem Jahr ihrer Aufnahme in die Tentativliste.
| Bild                                     | Bezeichnung                                                | Jahr | Typ | Ref. | Beschreibung |
| ---------------------------------------- | ---------------------------------------------------------- | ---- | --- | ---- | --- |
| Norias von Hama                          | Norias von Hama (Lage)                                     | 1999 | K   | 1291 | Riesige Wasserschöpfräder (Norias) am Orontes in der Stadt Hama |
| (weitere Bilder)                         | Ugarit (Tell Shamra) (Lage)                                | 1999 | K   | 1292 | |
| (weitere Bilder)                         | Ebla (Tell Mardikh)                                        | 1999 | K   | 1293 | |
| (weitere Bilder)                         | Mari (Tell Hariri)                                         | 1999 | K   | 1294 | siehe auch Ref. #5702 |
| Stadttor (weitere Bilder)                | Dura Europos (Lage)                                        | 1999 | K   | 1295 | siehe auch Ref. #5702 |
| Apameia (Afamia)                         | Apameia (Afamia) (Lage)                                    | 1999 | K   | 1297 | |
| (weitere Bilder)                         | Ein Schloss in der Wüste: Qasr al-Heir asch-Scharqi (Lage) | 1999 | K   | 1298 | |
| Maalula                                  | Maalula                                                    | 1999 | K   | 1299 | |
| Tartus: Die Stadtfestung der Kreuzfahrer | Tartus: Die Stadtfestung der Kreuzfahrer                   | 1999 | K   | 1301 | |
| Raqqa-Ràfiqa: die Abbasiden-Stadt        | Raqqa-Ràfiqa: die Abbasiden-Stadt                          | 1999 | K   | 1302 | Neben einer römischen und byzantinischen Stadt, die nach der arabischen Eroberung ar-Raqqa („Flussniederung“) genannt wurde, begann 772 unter den Abbasiden der Bau einer neuen Stadt, die ar-Rāfiqa („der Begleiter“, bezogen auf ar-Raqqa) genannt wurde. |
| Osmanische Festung                       | Insel Aruad                                                | 1999 | K   | 1303 | |
|                                          | Mari & Europos - Durastätten im Euphrat Tal                | 2011 | K   | 5702 | Vorschlag für eine gemeinsame Nominierung von Mari (Ref. #1294) und Dura Europos (Ref. #1294) als serielle Welterbestätte. |

### Ehemalige Welterbekandidaten
Diese Stätten standen früher auf der Tentativliste, wurden jedoch wieder zurückgezogen oder von der UNESCO abgelehnt. Stätten, die in anderen Einträgen auf der Tentativliste enthalten oder Bestandteile von Welterbestätten sind, werden hier nicht berücksichtigt.
| Bild                                           | Bezeichnung                                    | Jahr      | Typ | Ref. | Beschreibung                                                                                                  |
| ---------------------------------------------- | ---------------------------------------------- | --------- | --- | ---- | --- |
| Al-Dana                                        | Al-Dana                                        | 1995–1996 | K   |      | |
|                                                | Al Refada                                      | 1995–1996 | K   |      | |
| Antike Römerstraße zwischen Aleppo und Antakya | Antike Römerstraße zwischen Aleppo und Antakya | 1995–1996 | K   |      | |
|                                                | Antike Straße durch die Region d’Al-lajat      | 1995–1996 | K   |      | |
|                                                | Bahio                                          | 1995–1996 | K   |      | |
|                                                | Bamouqa                                        | 1995–1996 | K   |      | |
|                                                | Bourade                                        | 1995–1996 | K   |      | |
|                                                | Carqabis                                       | 1995–1996 | K   |      | |
| Kyrrhos                                        | Kyrrhos                                        | 1995–1996 | K   |      | |
| (weitere Bilder)                               | Qalʿat ar-Rahba (Lage)                         | 1995–1996 | K   |      | |
| (weitere Bilder)                               | Qalʿat Dschaʿbar (Lage)                        | 1995–1996 | K   |      | |
| (weitere Bilder)                               | Qalʿat Margat (Lage)                           | 1995–1996 | K   |      | |
| (weitere Bilder)                               | Qalʿat Nadschm (Lage)                          | 1995–1996 | K   |      | |
| (weitere Bilder)                               | Qasr ibn Wardan                                | 1995–1996 | K   |      | |
|                                                | Qatoura                                        | 1995–1996 | K   |      | |
| (weitere Bilder)                               | Resafa (Sergiopolis) (Lage)                    | 1995–1996 | K   |      | Resafa ist eine Ruinenstadt in der Wüste im Norden Syriens, die in der Spätantike den Namen Sergiopolis trug. |
| Salhiet al-Fourat                              | Salhiet al-Fourat                              | 1995–1996 | K/N |      | |
|                                                | Sarjaleh                                       | 1995–1996 | K   |      | |
| Shahba (Philipopolis)                          | Shahba (Philipopolis)                          | 1995–1996 | K   |      | |
|                                                | Sit el Roum                                    | 1995–1996 | K   |      | |
|                                                | Tell Ade                                       | 9999–9999 | K   |      | |
| Tell Ain Dara                                  | Tell Ain Dara                                  | 1995–1996 | K   |      | |
|                                                | Tell El-Machrafa                               | 1995–1996 | K   |      | |
|                                                | Zeus Madbachus                                 | 1995–1996 | K   |      | Zeustempel aus der Seleukidenzeit                                                                             |